# Анун Динод
Анун Динод, также известный как Анун Чёрный (валл. Anwn Dynod и валл. Anwn Ddu); род. ок.355 или 357—умер ?) — король Демета и Гарт-Мадрина (382—400). Якобы правитель Греции, сына Магна Максима

## Биография
Анун был одним из многих сыновей британского императора Максена Вледига, которые остались в Британии с матерью, когда последний уехал, чтобы навязать свои притязания на континенте. Британцы, по-видимому, признали права сыновей Магна Максима, и Анун стал влиятельным человеком в Юго-Западном Уэльсе в конце IV-го века. Он мог стать декурионом Моридунума (современный Кармартен), столицы Civitas Demetarum. Полное римское имя Ануна было Антоний Донаций Грегорий, поэтому его иногда называют Динодом или, по ошибке, Ануном, королём Греции. Он вряд ли дожил до времени ухода римлян из Британии (410 г. н. э.), но высокое уважение, которое местные жители оказывали Ануну, позволило его сыну Эдниведу основать королевскую династию в Деметии.
Возможно, это его Гальфрид Монмутский в «Истории королей Британии» имел в виду под именем Динот.